# Памятник погибшим в Освободительной войне (Нарва)
Памятник погибшим в Освободительной войне 1918—1920 гг., официально «Нарвский памятник Освободительной войне» (эст. Narva Vabadussõja mälestussammas) — монумент погибшим в боях Эстонской войны за независимость (1918—1920), установленный на Гарнизонном кладбище в городе Нарва.

## История
Впервые был установлен в 1921 году. Авторами монумента были Вольдемар Меллик и Рудольф Сайор.
Был разрушен во время Второй мировой войны.
Вновь воссоздан по проекту скульптора А. Вийтмаа, торжественно открыт 15 июня 1996 года. В 2009 году проведены реставрационные работы.